# Albatros Airways

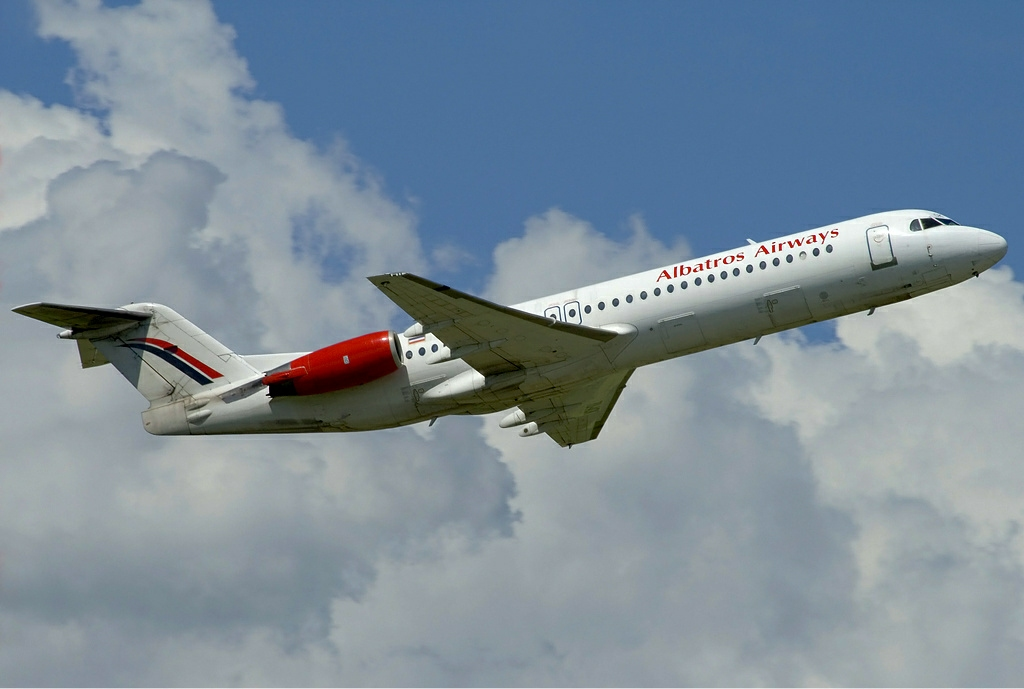
Fokker 100 de la compagnie Albatros Airways

Albatros Airways (code AITA : 4H ; code OACI : LBW) est une compagnie aérienne à bas coûts d'Albanie. Elle relie ce pays à l'Italie en utilisant deux Fokker F100.
Elle a commencé ses opérations le 3 novembre 2004.
La flotte se constitue de 2 Fokker F100 appartenant à Montenegro Airlines.